# David et Jonathan (Rembrandt)
Pour les articles homonymes, voir David et Jonathan.
David et Jonathan est un tableau de Rembrandt, peint en 1642. Cette peinture sur panneau de chêne est conservée au musée de l'Ermitage, à Saint-Pétersbourg. Elle représente une scène biblique, la séparation de David et Jonathan.

## Inspiration

### Sujet biblique
Le sujet du tableau est l'amitié de David et Jonathan lors de leur séparation, nécessaire à cause de l'exil imposé par Saül, père de Jonathan et adversaire politique de David. Obligé de quitter son ami, David pleure sur l'épaule de celui-ci.

### Genèse dans l'œuvre du peintre

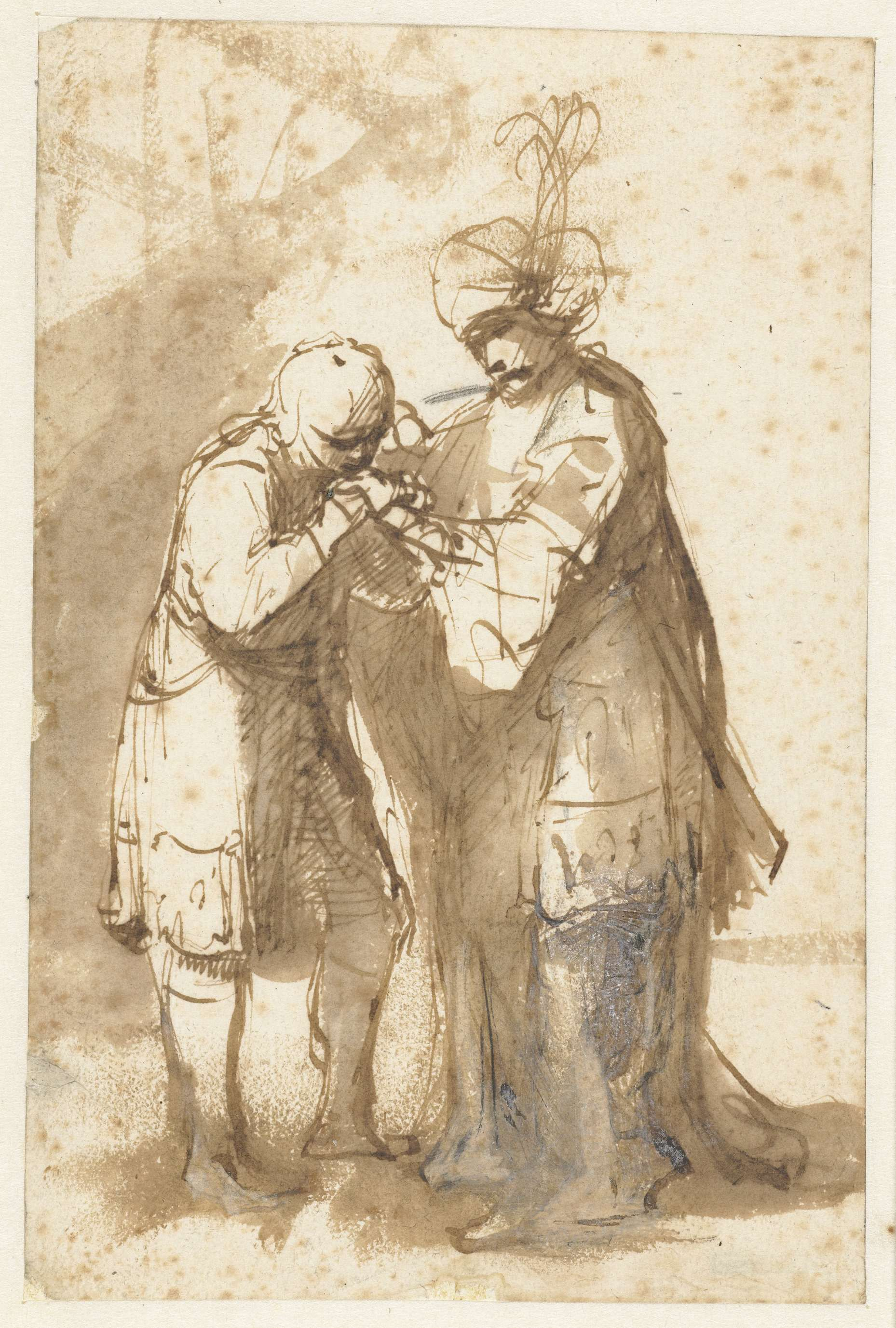
Esquisse de 1640 pour le tableau.

Outre le thème biblique, une inspiration possible pour ce tableau est la mort de la femme de Rembrandt, Saskia van Uylenburgh, en 1642. Bouleversé par cette tragédie, Rembrandt exprimer probablement son deuil dans cette scène de séparation. Selon certains critiques, Jonathan ressemble à Rembrandt lui-même.
Le tableau a pour Rembrandt une valeur particulière, puisqu'il refuse de s'en défaire. Ce n'est qu'en 1659, face à d'importantes difficultés financières, qu'il accepte de le vendre à Lodowijck van Ludick, marchand d’Amsterdam.

## Description
Le premier plan du tableau est éclairé d'une vive lumière. David, portant un riche vêtement aux couleurs dorées, est vu de dos et se tient dans les bras de Jonathan. Il porte une épée retenue par un harnais à son épaule. Jonathan est coiffé d'un turban à aigrette et vêtu d’une robe olivâtre à franges dorées, doublée d’un manteau rehaussé de fil d’or. Aux pieds des deux amis se trouve un carquois de flèches. À gauche des deux personnages est placé un rocher de forme bizarre. Enfin, en arrière plan est placée une ville dotée de maisons et d'un bâtiment circulaire surmonté d’une coupole.
Rembrandt a représenté le personnage de David comme un très jeune homme avec des caractéristiques parfois féminines, notamment dans son habillement. Jonathan est pour sa part représenté comme un homme mûr, alors que les deux amis sont censés avoir le même âge à peu près.

## Technique
D'un point de vue des graphismes, ceux-ci sont inspirés de l'orientalisme, ce qui se repère notamment dans la coupole de l'arrière-plan ainsi que dans le turban de Jonathan.
En 1989, l'authenticité de l'œuvre est mise en doute par le Rembrandt Research Project. Cette interprétation est contestée en 2009 par Anna Tummers du musée Frans-Hals d'Haarlem, qui en affirme l'origine.

## Réception
La critique est longue à trouver le nom, et donc le sens du tableau. Les premiers inventaires, en 1797 et 1859, font l'hypothèse d'un retour du fils prodigue, d'autres d'une réconciliation de Jacob et Ésaü. En 1893, Andrei Somov propose l'interprétation d'une réconciliation entre David et Absalom après que David a tué son frère Amnon. En 1925 enfin, Klaus von Baudissin, reconnaissant dans l’image l’arc et les flèches qui servent à Jonathan pour prévenir David, identifie la scène en tant que séparation de David et de Jonathan. Toutefois, les vêtements royaux de David restent inexpliqués. C'est en 1957 seulement que Vladimir Levinson-Lessing lie cet épisode au précédent, dans lequel Jonathan offre ses vêtements à son ami.
Selon de nombreux critiques, les similitudes entre ce tableau et Le Retour du fils prodigue sont nombreuses.

## Histoire et localisation du tableau
Après son passage dans la collection de van Ludick, le tableau est vendu par ce dernier à Herman Becker ; en effet, l'œuvre apparaît dans l’inventaire des biens de ce dernier, réalisé à son décès le 19 octobre 1678. C'est ensuite L. van der Heem qui l'acquiert en 1713, Jan van Beuningen en 1716. Enfin, Osip Solovyëv, chargé d'affaires de Pierre le Grand, l'achète le 13 mai 1713 pour 80 florins, ce qui représente une forte somme. Le 19 juin de la même année, le tableau est envoyé à Saint-Pétersbourg le 19 juin et est placé dans le palais Monplaisir.
Depuis 1882, le tableau est exposé au musée de l'Ermitage à Saint-Pétersbourg, dans la salle 254, qui est exclusivement dédiée à Rembrandt,.